# Červená Voda (okres Sabinov)

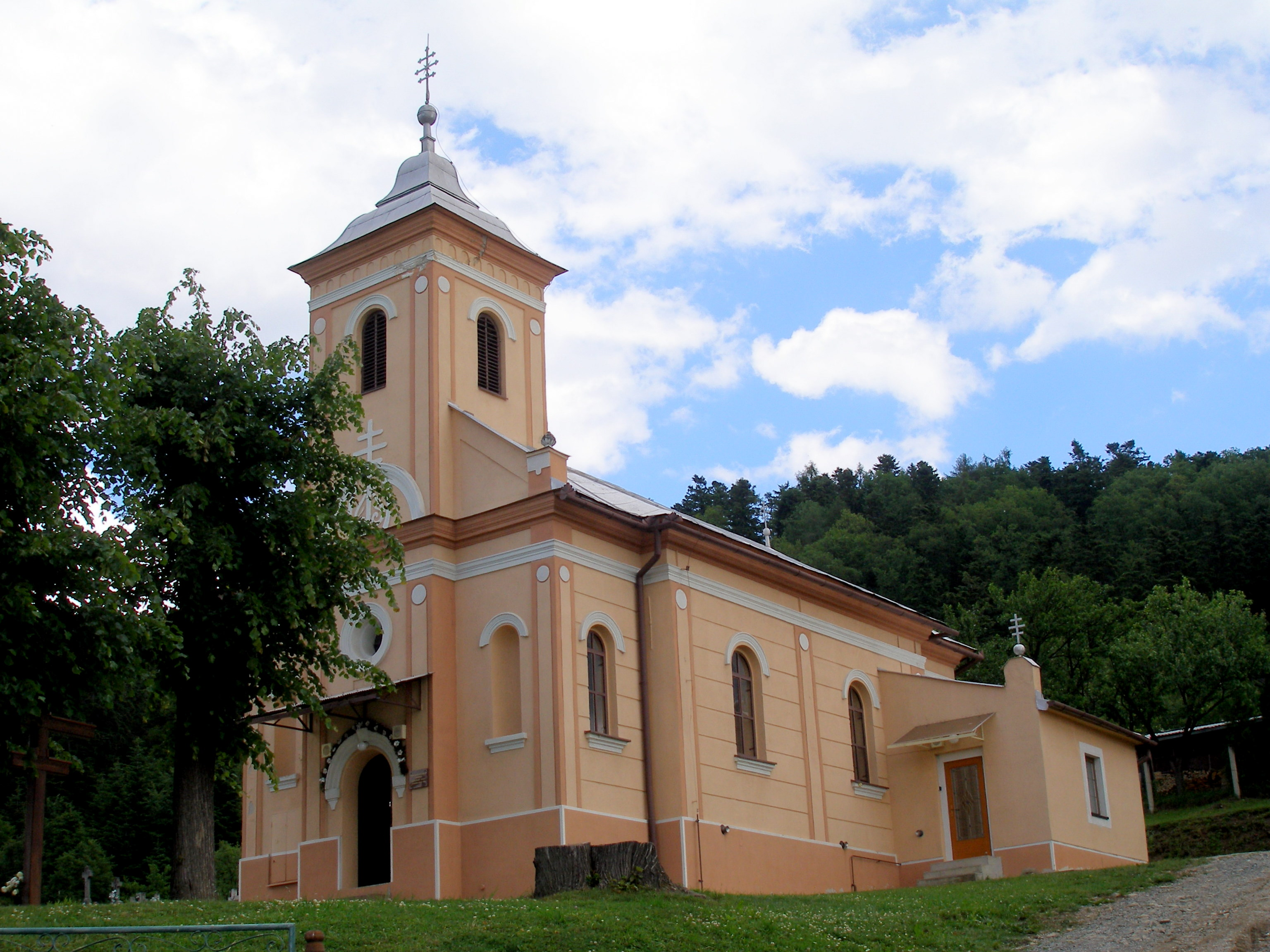
Červená Voda

Červená Voda (Hongaars: Kisszebenmajor) is een Slowaakse gemeente in de regio Prešov, en maakt deel uit van het district Sabinov.
Červená Voda telt 480 inwoners.